# Ten Stories
Ten Stories è il quinto album in studio dei mewithoutYou, pubblicato il 15 maggio 2012 dalla Pine Street.

## Tracce
1. February, 1878 – 3:46
2. Grist for the Malady Mill – 3:17
3. East Enders Wives (feat. Aimee Wilson) – 2:52
4. Cardiff Giant – 3:43
5. Elephant in the Dock (feat. Amy Carrigan) – 3:51
6. Aubergine (feat. Amy Carrigan) – 3:14
7. Fox's Dream of the Log Flume (feat. Hayley Williams) – 3:44
8. Nine Stories – 4:46
9. Fiji Mermaid – 3:34
10. Bear's Vision of St. Agnes (feat. Aimee Wilson) – 4:59
11. All Circles (feat. Hayley Williams and Daniel Smith) – 2:44

## Formazione
mewithoutYou
- Aaron Weiss – voce, chitarra acustica, fisarmonica, tromba, tastiera, percussioni
- Michael Weiss – chitarra elettrica, tastiera, cori
- Greg Jehanian – basso, cori
- Rickie Mazzotta – batteria, percussioni

Altri musicisti
- Aimee Wilson – voce in East Enders Wives e Bear's Vision of St. Agnes
- Amy Carrigan – voce in Elephant in the Dock e Aubergine
- Hayley Williams – voce in Fox's Dream of the Log Flume e All Circles
- Daniel Smith – voce in All Circles

## Classifiche
| Classifica (2009)         | Posizione massima |
| ------------------------- | ----------------- |
| Stati Uniti               | 47                |
| Stati Uniti (alternative) | 14                |
| Stati Uniti (christian)   | 1                 |
| Stati Uniti (independent) | 12                |
| Stati Uniti (rock)        | 22                |